# Göta
Göta – miejscowość (tätort) w Szwecji, w regionie administracyjnym (län) Västra Götaland, w gminie Lilla Edet.
Według danych Szwedzkiego Urzędu Statystycznego liczba ludności wyniosła: 1002 (31 grudnia 2015), 1093 (31 grudnia 2018) i 1099 (31 grudnia 2019).